# Davide Marsura
Davide Marsura (Valdobbiadene, 20 febbraio 1994) è un calciatore italiano, attaccante del Catania.

## Carriera

### Club
Cresciuto nei settori giovanili di Montebelluna e Udinese, il 2 luglio 2013 viene ceduto in prestito dai friulani alla Feralpisalò, militante in Prima Divisione, con cui si rende protagonista di un'ottima stagione a livello personale, con 8 reti realizzate.
Il 26 luglio 2014 passa, sempre a titolo temporaneo, al Genoa, che lo gira poi al Modena. Nella stagione successiva si trasferisce al Brescia.
Il 4 luglio 2016 viene ceduto a titolo definitivo al Venezia, neopromossa in Lega Pro, con cui conquista la vittoria del campionato e della Coppa Italia di categoria.
Il 16 gennaio 2019, dopo 82 presenze totali con tredici reti segnate, lascia il club veneto per passare al Carpi; il 1º luglio seguente, dopo non essere riuscito ad evitare la retrocessione in Serie C degli emiliani, viene tesserato dal Livorno.
Il 15 gennaio 2021 si trasferisce al Pisa, con cui si lega fino al 2023. Due mesi dopo, il 15 marzo, segna la prima rete con i toscani nel successo per 3-0 sulla SPAL. Rimane al Pisa fino all'estate 2022, in una stagione e mezza in Serie B segna 4 reti in 34 partite.
Il 1º settembre 2022, passa a titolo definitivo al Modena. Il 4 dicembre seguente, segna la sua prima rete con i Canarini nel successo per 3-2 in casa della SPAL.
Il 31 gennaio 2023, nell'ultimo giorno di calciomercato invernale, passa a titolo definitivo all'Ascoli. Il 1ºaprile segna la sua prima rete con i marchigiani nel successo per 4-3 sul Brescia. 
Il 9 agosto 2023 firma per il Catania, neopromosso in Serie C.
Il 6 agosto 2024 fa nuovamente ritorno all'Ascoli, nel frattempo retrocesso in terza serie.

### Nazionale
Ha giocato nelle nazionali giovanili italiane Under-16, Under-17 ed Under-20.

## Statistiche

### Presenze e reti nei club
Statistiche aggiornate al 28 aprile 2025.
| Stagione        | Squadra         | Campionato      | Campionato | Campionato | Coppe nazionali | Coppe nazionali | Coppe nazionali | Coppe continentali | Coppe continentali | Coppe continentali | Altre coppe | Altre coppe | Altre coppe | Totale | Totale |
| Stagione        | Squadra         | Comp            | Pres       | Reti       | Comp            | Pres            | Reti            | Comp               | Pres               | Reti               | Comp        | Pres        | Reti        | Pres   | Reti   |
| --------------- | --------------- | --------------- | ---------- | ---------- | --------------- | --------------- | --------------- | ------------------ | ------------------ | ------------------ | ----------- | ----------- | ----------- | ------ | ------ |
| 2013-2014       | Feralpisalò     | PD              | 26+1       | 8          | CI+CI-LP        | 1+1             | 0+1             | -                  | -                  | -                  | -           | -           | -           | 29     | 9      |
| 2014-2015       | Modena          | B               | 10         | 0          | CI              | 0               | 0               | -                  | -                  | -                  | -           | -           | -           | 10     | 0      |
| 2015-2016       | Brescia         | B               | 18         | 1          | CI              | 0               | 0               | -                  | -                  | -                  | -           | -           | -           | 18     | 1      |
| 2016-2017       | Venezia         | LP              | 33         | 7          | CI-LP           | 4               | 0               | -                  | -                  | -                  | SLP         | 2           | 0           | 39     | 7      |
| 2017-2018       | Venezia         | B               | 30+2       | 5+1        | CI              | 1               | 0               | -                  | -                  | -                  | -           | -           | -           | 33     | 6      |
| 2018-gen. 2019  | Venezia         | B               | 10         | 0          | CI              | 0               | 0               | -                  | -                  | -                  | -           | -           | -           | 10     | 0      |
| Totale Venezia  | Totale Venezia  | Totale Venezia  | 73+2       | 12+1       |                 | 5               | 0               |                    | -                  | -                  |             | 2           | 0           | 82     | 13     |
| gen.giu. 2019   | Carpi           | B               | 15         | 1          | CI              | 0               | 0               | -                  | -                  | -                  | -           | -           | -           | 15     | 1      |
| 2019-2020       | Livorno         | B               | 23         | 4          | CI              | 1               | 0               | -                  | -                  | -                  | -           | -           | -           | 24     | 4      |
| 2020-gen.2021   | Livorno         | C               | 12         | 3          | CI              | 1               | 0               | -                  | -                  | -                  | -           | -           | -           | 13     | 3      |
| Totale Livorno  | Totale Livorno  | Totale Livorno  | 35         | 7          |                 | 2               | 0               |                    | -                  | -                  |             | -           | -           | 37     | 7      |
| gen.-giu. 2021  | Pisa            | B               | 16         | 3          | CI              | -               | -               | -                  | -                  | -                  | -           | -           | -           | 16     | 3      |
| 2021-2022       | Pisa            | B               | 18         | 2          | CI              | 1               | 0               | -                  | -                  | -                  | -           | -           | -           | 19     | 2      |
| Totale Pisa     | Totale Pisa     | Totale Pisa     | 34         | 5          |                 | 1               | 0               |                    | -                  | -                  |             | -           | -           | 35     | 5      |
| 2022-gen. 2023  | Modena          | B               | 10         | 1          | CI              | 1               | 0               | -                  | -                  | -                  | -           | -           | -           | 11     | 1      |
| Totale Modena   | Totale Modena   | Totale Modena   | 20         | 1          |                 | 1               | 0               |                    | -                  | -                  |             | -           | -           | 21     | 1      |
| gen.-giu. 2023  | Ascoli          | B               | 13         | 3          | CI              | -               | -               | -                  | -                  | -                  | -           | -           | -           | 13     | 3      |
| 2023-2024       | Catania         | C               | 24+3       | 0          | CI-C            | 4               | 1               | -                  | -                  | -                  | -           | -           | -           | 31     | 1      |
| 2024-2025       | Ascoli          | C               | 33         | 1          | CI-C            | 2               | 1               | -                  | -                  | -                  | -           | -           | -           | 35     | 2      |
| Totale Ascoli   | Totale Ascoli   | Totale Ascoli   | 46         | 4          |                 | 2               | 1               |                    | -                  | -                  |             | -           | -           | 48     | 5      |
| Totale carriera | Totale carriera | Totale carriera | 291+6      | 39         |                 | 17              | 3               |                    | -                  | -                  |             | 2           | 0           | 316    | 42     |

## Palmarès

### Club

#### Competizioni nazionali
- Lega Pro: 1

Venezia: 2016-2017 (girone B)
- Coppa Italia Lega Pro: 1

Venezia: 2016-2017
- Coppa Italia Serie C: 1

Catania: 2023-2024